# Cuchilla Riachuelo
Die Cuchilla Riachuelo ist eine Hügelkette in Uruguay.
Sie befindet sich auf dem Gebiet des Departamento Colonia im Südwesten des Landes. Die Cuchilla Riachuleo erstreckt sich östlich der Departamento-Hauptstadt Colonia del Sacramento nach Osten bzw. Nordosten. An ihrem westlichen Rand befindet sich ein etwa 1802 Hektar großes Weinbaugebiet.